# 錦田村
錦田村（にしきだむら）は静岡県の東部、君沢郡・田方郡に属していた村である。現在の三島市東部、国道1号沿線にあたる。

## 地理
- 河川：大場川

## 歴史
- 1889年（明治22年）4月1日 - 町村制の施行により、谷田村、川原ヶ谷村、塚原新田、市山新田、三ツ谷新田、笹原新田、山中新田［大部分］、玉沢村、竹倉村、中村が合併して君沢郡錦田村が発足。
- 1896年（明治29年）4月1日 - 郡の統合により田方郡所属となる。
- 1941年（昭和16年）4月29日 - 三島町と合併して三島市が発足。同日錦田村廃止。

## 交通

### 道路
- 東海道